# 横浜市立上菅田小学校
横浜市立上菅田小学校（よこはましりつ かみすげたしょうがっこう）は、昭和38年に創立された神奈川県横浜市保土ケ谷区上菅田町に存在した公立小学校。

## 概要
昭和35年11月に生徒数が増加し続ける横浜市立川島小学校の分校として開校（横浜市立川島小学校上菅田分校）。
最も児童数の多い時期は校庭にプレハブ校舎を設置していた。
周辺の人口減少に伴い、令和2年3月に閉校。横浜市立笹山小学校とともに横浜市立上菅田笹の丘小学校に統合された。上菅田笹の丘小学校は一時的に旧笹山小学校を使用する一方、旧上菅田小学校の改築が行われ、令和6年からは旧上菅田小学校校地に移転開校した。
学校教育目標は「心かがやく上菅田の子ども」

## 沿革
出典
- 1960年（昭和35年）11月15日 - 横浜市立川島小学校上菅田分校として設置
- 1963年（昭和38年）5月1日 - 横浜市立上菅田小学校として開校
- 1973年（昭和48年）4月1日 - 周辺の人口増加に対応し、横浜市立笹山小学校が分離独立
- 2020年（令和2年）3月31日 - 閉校

## 校歌
出典
- 上菅田小学校校歌
  - 勝承夫（作詞）、井上武士（作曲）
- ゆめのさかみち（創立50周年記念ソング/愛唱歌）
  - 上菅田小学校のみなさん（作詞）、悠木昭宏（補作詞・作曲）